# Françoise de Brézé

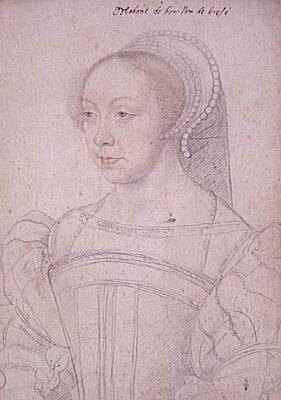
Porträt von Françoise de Brézé, François Clouet, um 1550

Françoise de Brézé (* Januar 1518; † 14. Oktober 1577) war eine französische Aristokratin der Renaissance und letzte Angehörige des Hauses Brézé.
Sie war Comtesse de Maulévrier, Baronne du  Bec-Crespin, de Mauny et de Sérignan, Dame de Nogent-le-Roi, Bréval, Beynes, Chaumont-sur-Loire, d‘Arlempdes et de Vielprat aus eigenen Recht, und durch ihre Ehe mit Robert IV. de La Marck Duchesse Bouillon, Dame de Sedan, de Château-Thierry, de Châtillon-sur-Marne, Comtesse de Braine etc.

## Leben
Françoise de Brézé war die älteste Tochter von Louis de Brézé, Comte de Maulévrier († 1531) und Diane de Poitiers, Duchesse de Valentinois et d’Étampes († 1566).
Sie heiratete am 19. Januar 1538 in der Kapelle des Louvre Robert IV. de La Marck, genannt Maréchal de Bouillon, Herr von Sedan (1536) und Raucourt (1549), Graf von Braine, 1547 Marschall von Frankreich, 1552 Herzog von Bouillon (* 5. Januar 1512 in Sedan; † 4. November 1556 in Guise), Sohn von Robert III. de La Marck, Marschall von Frankreich († 1536), und Guillemette de Sarrebruck, Dame d’Honneur der Königin und Gouvernante der königlichen Kinder Frankreichs († 1571). Ihre Kinder sind:
- Henri Robert (* 7. Februar 1539; † 2. Dezember 1574 in Sedan), 1556 Herr von Sedan und Raucourt, Herzog von Bouillon etc., 1560 Helvetischen Bekenntnisses, 1572 souveräner Fürst von Sedan; ⚭ Mai 1559[5] im Louvre Françoise de Bourbon-Vendôme (* wohl 1539; † 17. Mai 1587), Tochter von Louis’ III. de Bourbon, Herzog von Montpensier, Pair von Frankreich, und Jacqueline de Longwy
- Charles Robert (* 15. April 1541 in Sedan; † 30. November 1622[6]), Graf von Maulévrier, 1594 Graf von Braine, Baron de Pont-Arcy et de Mauny, 1601 Seigneur de Sérignan, de La Baume-de-Transit, de Privas, d’Arlempdes, de Valabrègue, d’Aramon etc., bestattet in Saint-Yved de Braine; ⚭ (1) 5. Juli 1570 Jacqueline d’Averton († um 1573), Tochter von Payen d’Averton, Seigneur de Belin et d’Averton, und Anne de Maille de La Tour-Landry; ⚭ (2) 2. August 1574 Antoinette de La Tour († 1608), Tochter von Gilles d’Avaugour, Seigneur de Limeuil, und Marguerite de La Cropte, Witwe von Jean d’Avaugour, Seigneur de Courtalain; ⚭ (3) Elisabeth de Pluviers (* 1548; † 1632), Tochter von Louis de Pluviers, Seigneur d’Assas, Witwe von Jacques d’Autun, Seigneur de Campelos
- Christian (* in Sedan; † in Château-Thierry, 5–6 Jahre alt)
- Antoinette (* 27. März 1542 (neuer Stil)[7] in Sedan; † 7. Februar 1591 auf Schloss Pézenas); ⚭ (Ehevertrag vom 26. Januar 1559)[8] Henri I. de Montmorency, genannt de Damville, 1579 3. Herzog von Montmorency, Pair von Frankreich, Marschall von Frankreich, 1593 Connétable von Frankreich († 2. April 1614 auf der Domaine de La Grange des Pères in Pézenas)
- Guillemette (* 29. März 1543 in Sedan; † 15. Juni 1544), bestattet in Saint-Laurent in Sedan
- Diane (* 16. Juni 1544 in Château-Thierry; † nach dem 2. Mai 1612), Dame de Nogent-le-Roi; ⚭ (1) (Ehevertrag vom 6. Januar 1558 (neuer Stil)) Jacques de Clèves, 1563 3. Herzog von Nevers, Pair von Frankreich († 6. September 1564 in Montigny bei Lyon), ⚭ (2) 17. Mai 1570 Henri Antoine de Clermont, 1571 Duc de Clermont, Comte und 1572 Duc de Tonnerre, Vicomte de Tallard (X 1. April 1573 bei der  Belagerung von La Rochelle; ⚭ (3) 1579 Jean Babou de La Bourdaisière, Graf von Sagonne (X 21. September 1589 in der Schlacht von Arques), Sohn von Jean Babou und Françoise Robertet
- Guillemette (* 26. September 1545 in Sedan; † 1592), bestattet in Ligny-en-Barrois; ⚭ (1) 1558 Jean de Luxembourg, 1557 Comte de Brienne, Ligny etc. († 1. Juli 1576 in Brienne-le-Château); ⚭ (2) 5. August 1579 Georges Epaminondas de Bauffremont, Comte de Croisilles, (1596 bezeugt, † vor 1618)
- Françoise (* 20. März 1547 in Château-Thierry; † 31. März 1608 in Avenay), 1564 geistlich zu Saint-Pierre de Reims, 1576 Äbtissin von Avenay
- Catherine (* 24. August 1548; † 1590), Dame de Bréval; ⚭ 20. August 1582 Jacques de Harlay, Seigneur de Champvallon († 3. April 1630), Sohn von Louis de Harlay, Seigneur de Cézy, und Louise de Carré

Von 1547 bis 1560 war sie Première dame d’honneur der Königin Caterina de’ Medici. Nach dem Tod ihres Mannes 1556 war sie bis zur Volljährigkeit ihres Sohnes Henri Robert Regentin in Sedan, das sie mit ausgeglichenen Staatsfinanzen verwaltete. Unter ihrer Regentschaft wurden das Hospiz von Sedan und die Rue Neuve de l’Horloge gebaut, die erste gepflasterte Straße in der Stadt, deren Verlauf dem heutigen noch entspricht.
Françoise de Brézé starb am 14. Oktober 1577 und wurde in der Nekropole der Familie ihrer Schwiegermutter, der Grafen von Dreux, in der Abtei Saint-Yved in Braine bestattet.